# Schleicher Ka 4
Die Schleicher Ka 4 Rhönlerche II – benannt nach der Rhön – ist ein zweisitziges Segelflugzeug, das 1952 vom Flugzeughersteller Alexander Schleicher entworfen wurde.

## Geschichte
Zwischen 1953 und 1963 wurde die Ka 4 Rhönlerche II 338-mal produziert. Sie hat eine Spannweite von 13 m und die Gleitzahl 19. Diese recht geringe Gleitzahl brachte ihr den Spottnamen „Rhönstein“ ein. Dennoch hat sie ein sehr gutmütiges Flugverhalten und war ein beliebtes Ausbildungsflugzeug. Christian Knabe flog 2003 mit ihr eine beachtliche Strecke von 275 Kilometer, was einem Flug von 550 Kilometer mit dem Standardklasse-Flugzeug Discus entspricht.
Die Rhönlerche ist im Segelflug-Index mit 54 Punkten gelistet und hat damit den schwächsten Index aller in der Liste geführten doppelsitzigen Segelflugzeuge.

## Konstruktion

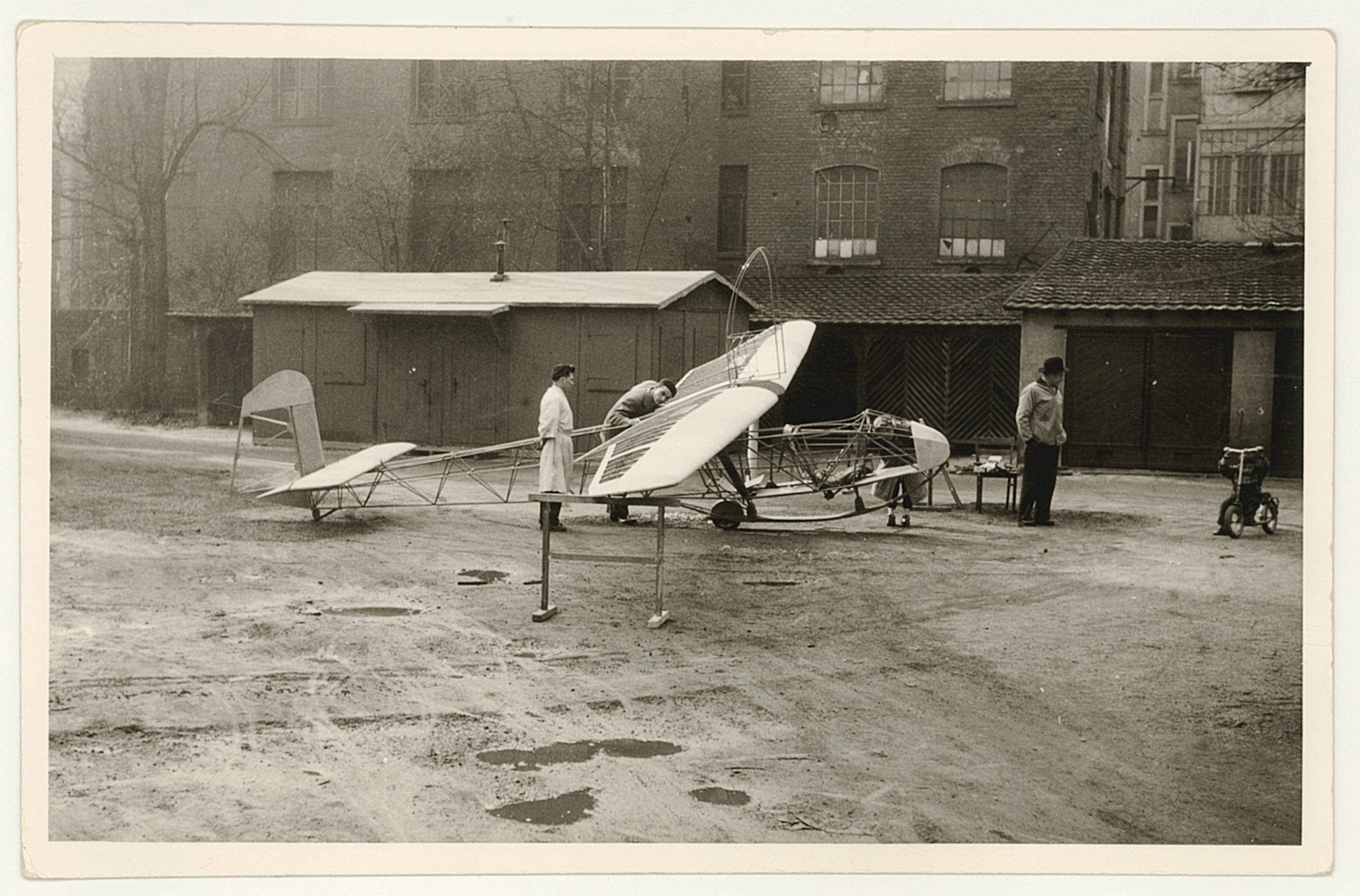
Rohbau der „Rhönlerche“ der Akaflieg Frankfurt an der Goethe-Universität 1957

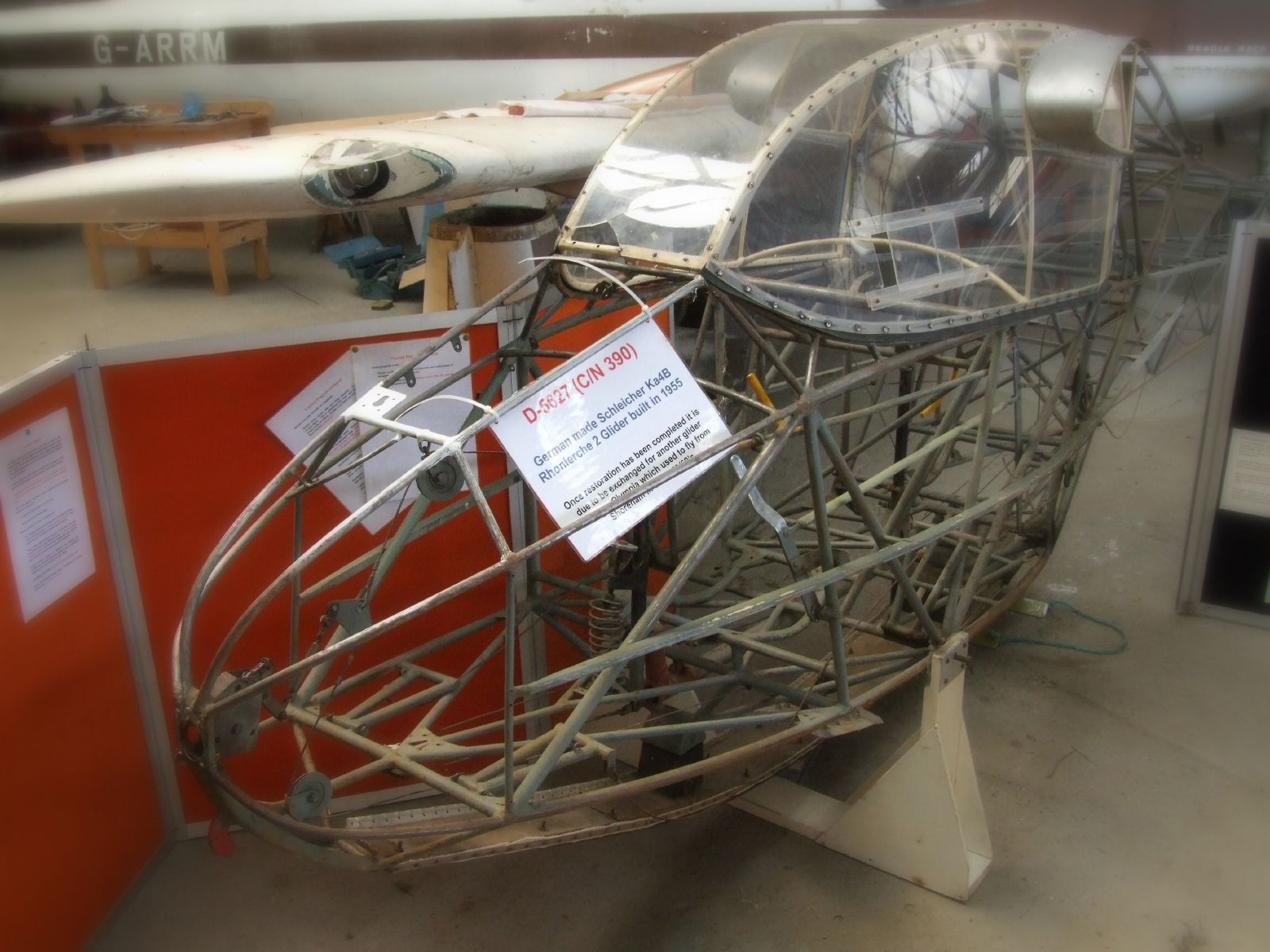
Rumpf einer Ka 4 in unbespanntem Zustand

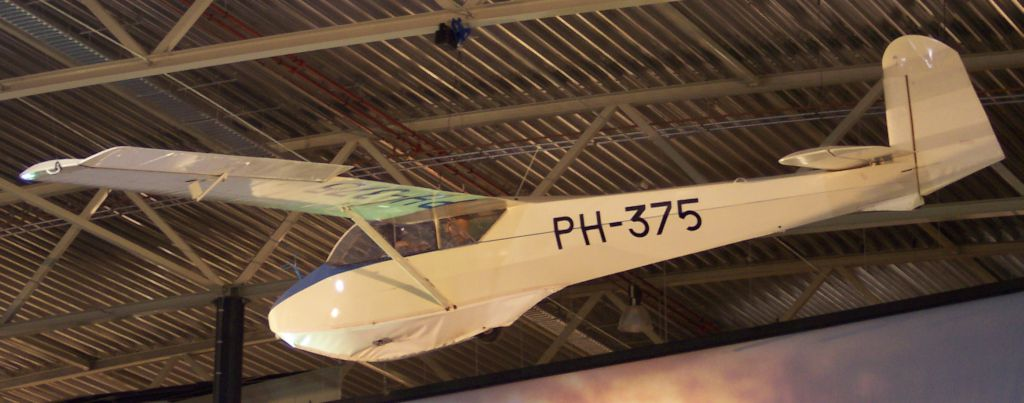
Schleicher Ka 4 Rhönlerche

Die Rhönlerche ist ein abgestrebter Schulterdecker in Gemischtbauweise. Das Höhenleitwerk ist als gedämpftes Normalleitwerk ausgeführt. Der Rumpf ist ein bespanntes Stahlrohrfachwerk, das an der Flugzeugnase und am Seitenleitwerk beplankt wird, während die Tragflügel, das Höhenleitwerk und die Ruder aus Holz bestehen. Die Stahlrohrbauweise macht den Rumpf sehr stabil, um auch härtere Landungen gut überstehen zu können. Gefedert ist die Rhönlerche nur durch eine auf Gummiblöcken gelagerte Kufe. Zusätzlich zur Kufe hat die Rhönlerche II ein ungebremstes Hauptrad und einen Schleifsporn. Die Unterseite des Flugzeuges ist mit widerstandsfähigem Kunstleder verkleidet.
Nachdem eine Neigung zum Ruderflattern festgestellt wurde, erhielten die Querruder Ausgleichsgewichte, um den Ruderschwerpunkt nach vorn zu verlagern.
Das Seitenruder ist mit einem aerodynamischen Ruderausgleich ausgestattet, da ein Teil des Ruders vor der Drehachse liegt. Dieser Teil befindet sich über dem Leitwerk.
Die Haube der Rhönlerche II ist aus mehreren Teilstücken gefertigt, die mit dem Haubenrahmen verschraubt werden. Um vom hinteren Sitz eine gute Sicht zu gewährleisten, ist zwischen den Tragflügeln ein Dachfenster angebracht.
Anstelle von Rückenlehnen hat die Rhönlerche Ausbuchtungen, in die entweder ein Fallschirm oder ein Rückenkissen gelegt wird. Das Format dieser Ausbuchtungen entspricht dem von früher üblichen Fallschirmen; heute gebräuchliche Fallschirme passen jedoch nicht mehr hinein.

## Flugeigenschaften

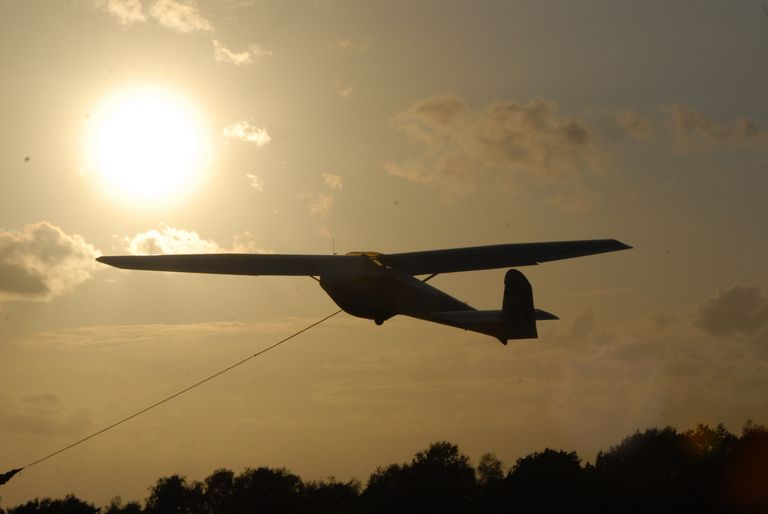
Schleicher Ka 4

Die sehr geringe Gleitzahl macht das Fliegen der Rhönlerche zu einer besonderen Herausforderung. Da sie sehr langsam fliegen kann, steigt sie jedoch in der Thermik sehr gut und so sind auch längere Flüge mit ihr möglich. Die geringe Spannweite von nur 13 Metern macht sie zu einem sehr wendigen Flugzeug. Wie bei vielen Oldtimern sind die Bremsklappen der Rhönlerche sehr schlecht wirksam und bei höheren Anflügen muss der Seitengleitflug zum Höhenabbau verwendet werden. Dazu kommt, dass durch die Ausführung des Klinkhebels als Hebel, der in der Nähe des Bremsklappenhebels angebracht ist, Flugschüler häufig diese Hebel verwechselten und ohne gezogene Bremsklappen anflogen, da sie stattdessen die Schleppkupplung betätigten.
Da das Hauptrad nicht gebremst ist, kann zum Bremsen bei kurzer Landebahn nur die Kufe benutzt werden.

## Motorlerche

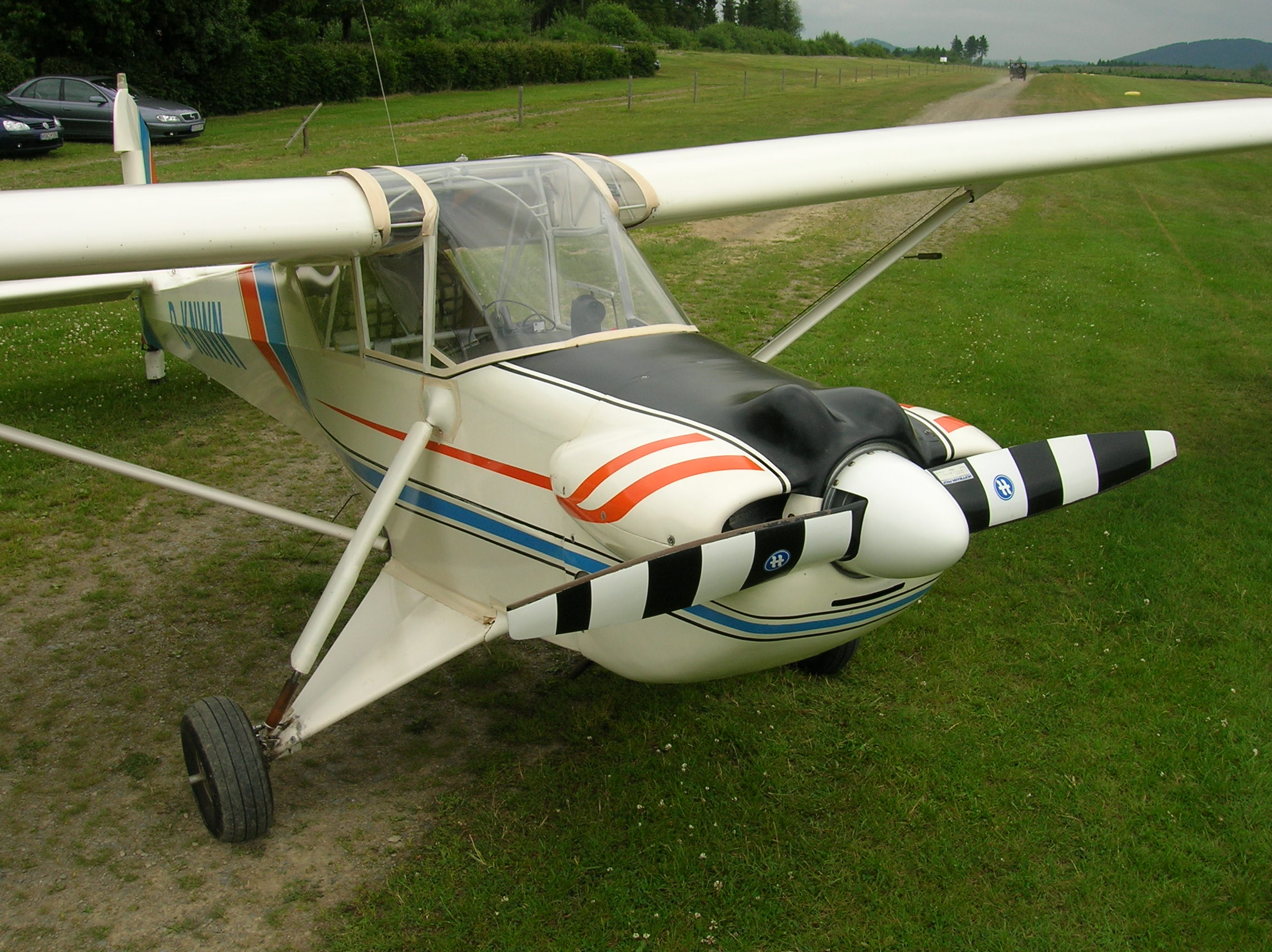
Eine Motorlerche

Als Motorlerche werden verschiedene motorisierte Umbauten der Rhönlerche bezeichnet. Meist wurde dabei der vordere Pilotensitz entfernt und durch einen Motor ersetzt. Zum Einsatz kamen dabei zum Beispiel VW-1600-Motoren, das bei reinen Segelflugzeugen übliche Tandemfahrwerk wurde durch ein Spornradfahrwerk ersetzt. Diese Versionen sind in Deutschland in der Regel als Motorsegler registriert. Eine Ausnahme bildet zum Beispiel die Schwämmle HS.3 Motorlerche, die in der E-Klasse zugelassen ist.
Außerdem gab es eine zweisitzige Version, bei der zwei kleine Motoren an Ausleger-Gondeln angebracht waren. Diese Version wurde von der Fachpresse als gut fliegend, aber „astonishingly noisy“ (erstaunlich geräuschvoll) beschrieben.

## Technische Daten

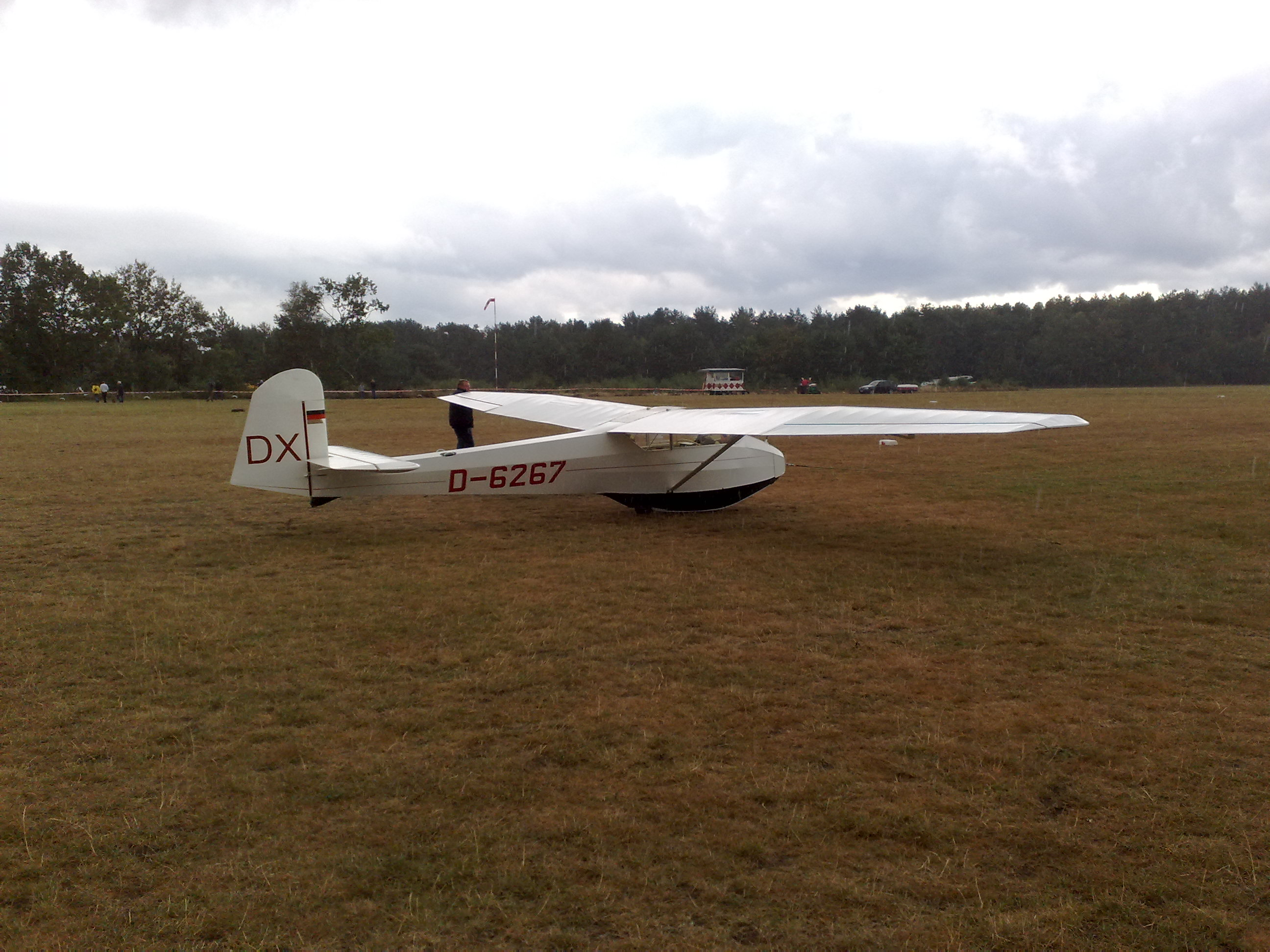
Schleicher Ka 4 Rhönlerche beim Start

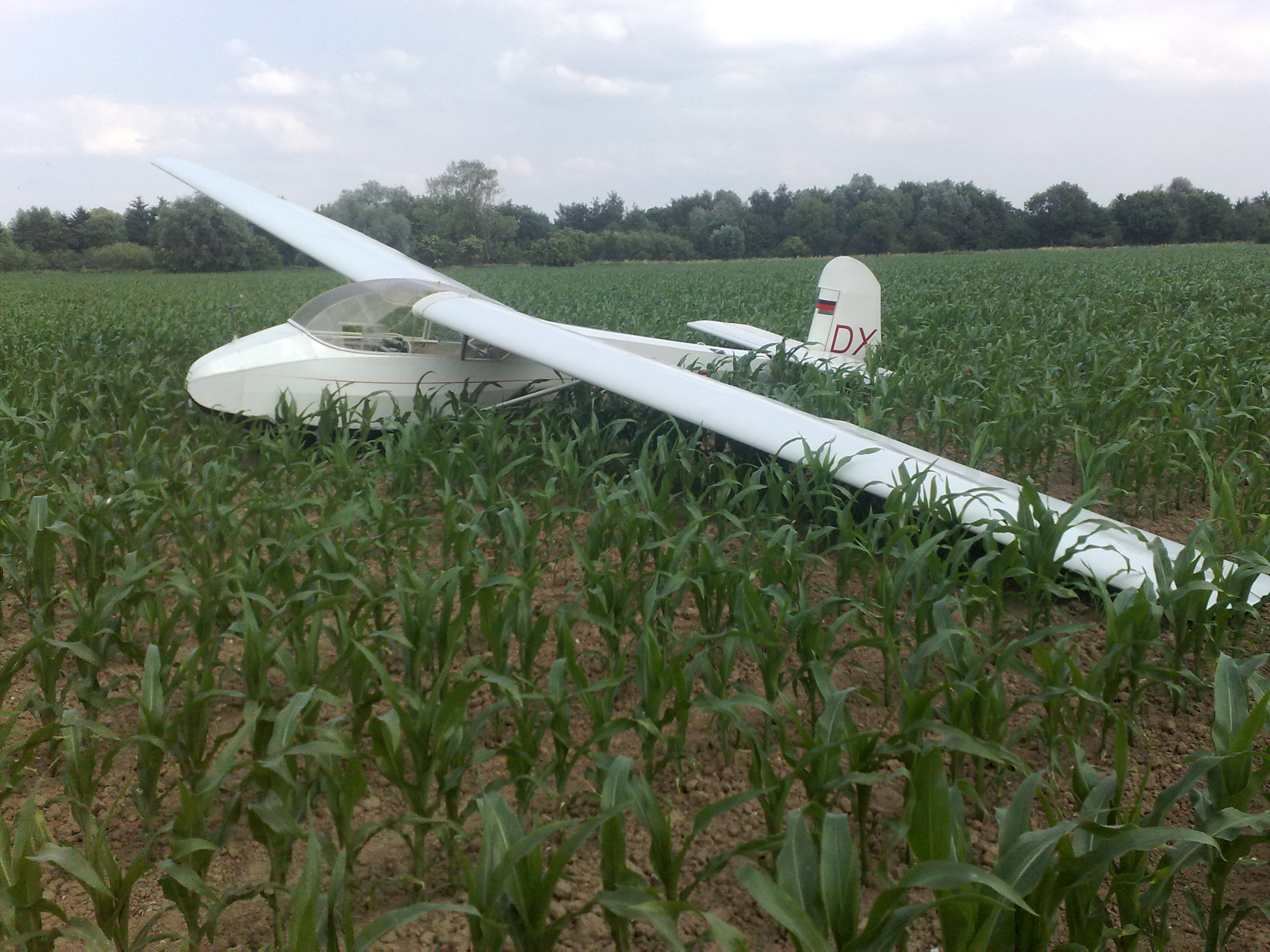
Außenlandung mit einer Rhönlerche in einem Maisfeld bei Rheinberg

| Kenngröße             | Daten                                    |
| --------------------- | ---------------------------------------- |
| Baujahre              | 1952–1963                                |
| Konstrukteur          | Rudolf Kaiser, L. Krönung                |
| Flügelspannweite      | 13 m                                     |
| Länge                 | 7,3 m                                    |
| Höhe                  | 1,5 m                                    |
| Flügelfläche          | 16,34 m²                                 |
| Flügelstreckung       | 10,34                                    |
| Leermasse             | 220 kg                                   |
| Flügelprofil          | innen und mitten: Gö 533 / außen: Gö 532 |
| max. Startmasse       | 400 kg                                   |
| Höchstgeschwindigkeit | 170 km/h                                 |
| Geringstes Sinken     | 0,95 m/s                                 |
| Gleitzahl             | 19                                       |

## Erhaltene Flugzeuge
- D-8533 Rhönlerche II in Hockenheim (privat)[7]
- D-8531 Rhönlerche II vom Flugsportclub Pforzheim und Straubenhardt[8]
- D-6267 Rhönlerche II vom Luftsportverein Dinslaken[9]
- D-7144 Rhönlerche II vom Flugsportclub Hannover[10]
- D-5499 Rhönlerche II, Flugausstellung Leo Junior Hermeskeil in Deutschland[11]
- D-8594 Rhönlerche II, Technik-Museum Speyer[11]
- D-7125 Rhönlerche II, Deutsches Segelflugmuseum mit Modellflug auf der Wasserkuppe[12]
- Rhönlerche II im Museum of Flight – East Fortune, North Berwick, GB[13]
- D-3584 Rhönlerche II V2, Frank Neupert, Schweinitz[14]
- OE-0583 Rhönlerche II des Austrian Aviation Museum[15]
- OE-0858 Rhönlerche II vom Flugsportzentrum Tirol[16]
- OE-5512 Rhönlerche II vom Flugsportzentrum Tirol[16]
- D-4378 Rhönlerche II vom Flugsportzentrum Tirol[16]
- HB-664 Ka 4 „Vreni“ der Segelfluggruppe Bern[17]
- HB-1245 Ka 4 der Stiftung Segel-Flug-Geschichte[18]
- HB-1527 Ka 4 im Oldtimer Curioseum, Usseln Sauerland[19]
- D-8365 Ka 4 des Sportflug Niederberg e. V. Heiligenhaus[20]
- D-9516 vom Verein zur Förderung des historischen Segelflugs VFhS e. V.[21]
- HB-595 der Segelfluggruppe Basel-Fricktal[22]